# 小行星10325
小行星10325（10325 Bexa）是一颗绕太阳运转的小行星，为主小行星带小行星。该小行星于1990年11月18日发现。

## 轨道参数
小行星10325的轨道半长轴为2.3651071 UA，离心率为0.146。